# Dorymyrmex insanus
Dorymyrmex insanus es una especie de hormiga del género Dorymyrmex, subfamilia Dolichoderinae. Fue descrita científicamente por Buckley en 1866.
Se distribuye por Brasil, Colombia, Costa Rica, Cuba, El Salvador, Guatemala, Honduras, México, Panamá, Paraguay, Estados Unidos y Venezuela. Se ha encontrado a elevaciones de hasta 2200 metros. Vive en microhábitats como la vegetación baja, el forraje y debajo de piedras.